# Montagagne
Montagagne – miejscowość i gmina we Francji, w regionie Oksytania, w departamencie Ariège.
Według danych na rok 2010 gminę zamieszkiwało 49 osób, a gęstość zaludnienia wynosiła 7 osoby/km².